# 돈므앙
돈므앙(태국어: ดอนเมือง, 영어: Don Mueang)은 [dɔ̄ːn mɯ̄a̯ŋ]으로 발음한다. 종종 "돈무앙"이라고 불리는 태국 방콕의 50개 구역 중 하나이다.

## 역사
돈므앙은 한때 방켄의 일부였으나 1989년 돈므앙 자체로 구가 되었다. 이후 1997년 돈므앙의 남부가 분리되어 새로운 지역인 락시를 설립하였다. 이 지역의 옛 이름은 "돈이야오()"로, 지리와 그 풍부한 새 때문에 '수리류와 독수리류의 고원'이라는 뜻이다. 새로운 이름은 왕립 태국 공군기지(Royal Thai Air Force)가 돈므앙에 설립되었을 때 와치라웃 왕이 붙인 이름이다.

## 장소
- 돈므앙 국제공항

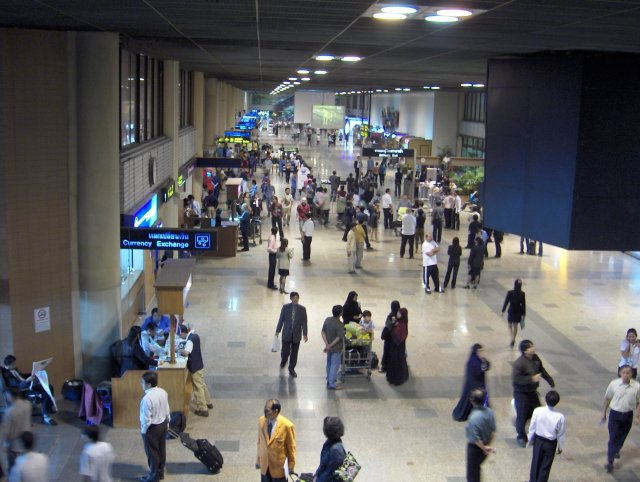
돈므앙 국제공항 도착 홀

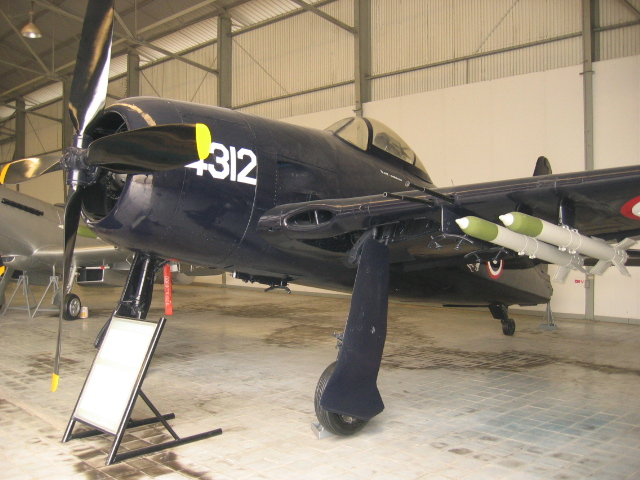
Grumman F8F Bearcat, 왕립 타이 항공 공군 박물관(Royal Thai Air Force Museum)

- 돈므앙 Royal Thai Air Force Base
- Royal Thai Air Force Museum

## 관리
이 지구는 3개의 정 지구 ( kwwaengs )로 나뉘어 있다.
| 1. | 시 칸(Si Kan)       | สี กัน    |  |
| 2. | 돈므앙 (Don Mueang) | ดอนเมือง |  |
| 3. | 사남 빈 (Sanam Bin) | สนาม บิน |  |

## 정치
돈므앙은 프아 타이 당(그리고 그 전임자, 타이 락 타이 당, 인민 권력 당)의 거점이었다. 2006년 태국 쿠데타 이후 모든 총선과 도지사 선거에서 승리하며 "깊은 붉은 지역"으로 간주된다. 민주당이 그 선거구에서 마지막으로 하원의원을 갖게 된 것은 1976년이었다. 하지만 late-2012에, Kanoknuch Naksuwanpha하는 민주당과 오랜 지역 정치인, 우월한 선거 시 의회에서 그녀의 좌석을 확보하기로 했다. 수십 년간 이 지역에 정치적 기반을 다지면서 돈므앙과 오랜 인연을 맺었기 때문으로 풀이된다.

### 선거구
- 2007년 - 방콕 5 지구
- 2011년 - 방콕 11 지구 (Sanam 빈), 방콕 12 지구 (돈므엉,시 칸)

### 지구 협의회
돈므앙 (Don Mueang) 지구 협의회에는 4년 임기의 8명의 위원이 있다. 2006년 태국 지방 선거가 2006년 4월 30일에 끝났다. 결과는 다음과 같다.
- Chart Thai Party : 7 석
- Thai Rak Thai  : 1 석

## 경제
경제는 돈므앙 국제공항의 존재에 의해 지배되고 있다. 태국의 공항들은 돈므앙에 본사를 두고 있다. 태국 라이온 에어 또한 돈므앙에 본사를 가지고 있다. R 항공과 Solar Air의 본사도 돈므앙 공항에 있다.

## 교육
해로우 국제학교는 방콕에 있다.